# Линдбу, Анне
Анне Линдбу (норв. Anne Lindboe; род. 1 августа 1971, Сарпсборг, Эстфолл) — норвежский политический деятель. Член Консервативной партии. Мэр Осло с 2023 года. Была детским омбудсменом в 2012—2018 годах.

## Биография
Родилась в Сарпсборге в 1971 году.
Выросла в коммуне Ре фюльке Вестфолл.
Училась в школе Solerød в коммуне Воле (ныне коммуна Тёнсберг).
В 1993 году поступила на grunnfag (рассчитанный на два семестра учебный курс в университете или университетском колледже, необходимый для получения звания кандидата на степень магистра и обеспечивающий получение 20 зачётных баллов) Университета Осло, где изучала французский язык. С 1994 года училась на медицинском факультете Университета Осло, где специализировалась на педиатрии и в 2000 году получила степень кандидата медицины (cand.med.). Кроме того, Линдбу в 2007—2009 годах училась в Норвежской школе экономики (NHH) в Бергене, где получила степень магистра делового администрирования (MBA) в области стратегического менеджмента. В 2010 году поступила в докторантуру и занялась исследованиями отёка мозга (гипергидратации) у детей под руководством Торлейва Оле Рогнума, профессора кафедры судебной медицины больницы Университета Осло Риксгоспиталь. В 2011 году окончила многолетнюю подготовку и стала специалистом по детским болезням (педиатром).
В 2001—2002 года работала интерном в больнице коммуны Берум, пригороде Осло. В ординатуре работала в педиатрическом отделении больницы коммуны Драммен в 2002—2003 годах и в детской поликлинике больницы Университета Осло Уллевол в 2004—2007 годах.
С 2008 года работала педиатром в звании overlege (врачом высшей категории или заведующим отделением) в Детском доме (Statens barnehus) в Осло. С 2010 года в качестве научного сотрудника проводила исследования в Норвежском институте общественного здравоохранения (NIPH).
В 2012 году Линдбу назначена уполномоченной (омбудсменом) по правам детей. В 2018 году её сменила Инга Бейер Энг.
С 2018 по 2022 год работала директором союза частных детских садов PBL (Private Barnehagers Landsforbund).
Линдбу избрана мэром Осло городским советом 25 октября 2023 года.

## Личная жизнь
Живёт в районе Нурдре-Акер в Осло. У неё трое детей.